# Centerville, Tennessee
Centerville är administrativ huvudort i Hickman County i Tennessee. Vid 2010 års folkräkning hade Centerville 3 644 invånare.